# Четыре великие ошибки
Четыре великие ошибки (нем. Vier große Fehler) — четыре ошибки разума в отношении причинно-следственных связей, которые, как утверждает Фридрих Ницше, являются основой всех моральных и религиозных ценностей. Впервые были упомянуты в его труде «Сумерки идолов». Эти ошибки являются ключевыми в реализации его программы «переоценки ценностей».
По мнению Ницше, следующие четыре ошибки ответственны за возникновение морали и религии:
1. Ошибка в определении причины и следствия.
2. Ошибка ложной причинности.
3. Ошибка мнимых причин.
4. Ошибка свободы воли.

## Четыре великие ошибки

### Ошибка в определении причины и следствия
Ницше утверждал что моральные и религиозные утверждения ошибочны, потому что они путают причины со следствием.
Возьмем, к примеру, такое моральное утверждение: если человек совершает добродетели, то он становится счастлив. Ницше настаивает на обратном: счастье побуждает к добродетели, то есть если человек счастлив, то он и совершает добродетели. «Хорошо сложенный человек, „счастливый“, — пишет он, — должен совершать определенные действия и инстинктивно уклоняется от других действий… Добродетель — следствие его счастья». По мнению Ницше, то, что следует из инстинкта, отмечено тем, что оно «легко, необходимо, свободно» и хорошо. Именно инстинкт, а не сознательное усилие, является признаком добродетельного поведения. Большинство моральных максим, по мнению Ницше, отражают абсолютистскую позицию, которая предполагает, что определенное моральное поведение подходит каждому, независимо от уникальной истории и обстоятельств. «Ницше считает, что моральные ценности существенно различны, поскольку они состоят из разных типов фактов. Поскольку Ницше также считает, что эти естественные типовые факты фиксируют различные условия, при которых отдельные агенты будут процветать, из этого следует, что одна мораль не может быть хороша для всех».

### Ошибка ложной причинности
Моральные и религиозные утверждения ошибочны, поскольку они приписывают человеческое поведение существованию человеческой воли, души и эго, фактическая реальность которых Ницше ставит под сомнение.
Для Ницше убеждение, что люди принимают свои решения согласно императиву воли или души, ошибочно. Ницше утверждал, что воля не вызывает событий, она лишь сопровождает их (Ницше также указывает, что некоторые события могут не сопровождаться никакой волей); что дух в форме мотива является лишь сопровождением действия, но не причиной его; и, наконец, что эго — это просто фикция.
Короче говоря, не существует духовных причин человеческого поведения.

### Ошибка мнимых причин
Ницше утверждает, что когда происходит событие, оно вызывает в уме идеи, которые человек ошибочно считает причинами исходного события. Ницше объясняет путаницу в причинах события основной психологической потребностью человека устранить дискомфорт, вызванный неизвестным (см. также Защитный механизм). «Проводить связь чего-то неизвестного с чем-то известным, — пишет он, — приносит облегчение, умиротворение, удовлетворение и, кроме того, дает ощущение силы».
Это человеческое отвращение к ранее неизвестному или необъяснимому, утверждает Ницше, может заставить людей принимать идеи, основанные исключительно на их эмоциональной привлекательности, а не на их фактической точности. Переживая событие, описывает Ницше, субъект сравнивает это текущее событие с аналогичными событиями в прошлом в своей памяти. В результате у субъекта развиваются «причинные интерпретации», привычки памяти, а не исследование действительных причин рассматриваемого события. Это делается, полагает Ницше, потому, что причины или события, которые мы находим в памяти, утешают нас, потому что они нам знакомы. «Новые», «неизведанные» или «странные» причины не ценятся, потому что они не успокаивают нашу тревогу по поводу неизвестного.
Эти причинные приписывания, утверждает Ницше, со временем становятся все более и более распространенными, пока не разовьются в системы мышления (в качестве примеров Ницше приводит бизнес, романтическую любовь и христианство). Проблема таких систем в том, что они в конечном итоге «исключают другие причины и объяснения». Системы мышления, утверждает Ницше, могут быть эпистемологическим препятствием, мешающим людям определять реальные причины событий.

### Ошибка свободы воли
Ницше утверждает, что понятие свободы воли — это изобретение теологов, разработанное фундаментально для того, чтобы осуществлять контроль над человечеством, «сделав человечество зависимым» от них. По мнению Ницше, изобретение свободы воли коренится в человеческом стремлении наказывать и судить.
«Везде, где ищут ответственности, ищут инстинкт наказания и осуждения. Человек лишает становление своей невиновности, если пребывание в том или ином состоянии сводится к воле, к намерениям, к ответственным действиям: доктрина воли было изобретено главным образом с целью наказания, то есть признания виновным».
Людей считали «свободными», чтобы они могли стать виновными; следовательно, каждое действие нужно было мыслить как волевое, а происхождение каждого действия лежало в сознании".